# 柏原 (幌筵島)
柏原（かしわばら）は、千島列島北部の幌筵島（ほろむしろとう、パラムシル島）にある地名。この島の中心集落である。1877年から1945年までは大日本帝国が領有し、現在はロシア連邦が統治している。ロシア名はセベロクリリスク (セヴェロクリリスク ;Северо-Курильск) となっている。

## 歴史
柏原を含む幌筵島は元来千島アイヌの居住地で、18世紀以降、カムチャツカ半島から南下するロシア帝国の支配下に入った。19世紀に日本の江戸幕府は千島列島に進出したが、幌筵島はロシア支配下にとどまり、1855年の日露和親条約で正式にロシア領と定められたが、1877年の樺太・千島交換条約で大日本帝国が領有権を獲得した。日本は幌筵海峡に面したオットマイ湾を千島の探査と水路開拓に功績のある旧日本海軍の測量艦「磐城」の艦長だった柏原長繁に因んで柏原湾と改名し、その畔の集落も柏原と名付けて幌筵島の中心集落と定め、季節労働者などによる北洋漁業が盛んとなった。千島列島北部は日本にとって最北端の領土でもあり、柏原には警部補派出所や郵便局（漁繁忙期のみの季節営業）が設置され、また第二次世界大戦の激化に伴い日本陸軍の第91師団本部が置かれた。行政区域としては幌筵島は北海道（一時は根室県）に属し、千島国次いで根室支庁の占守郡に編入されたが、町村制は適用されず、地方自治の対象外となった。
1945年8月18日、ソ連軍が幌筵島に上陸し、全島を占領した。1946年、GHQ指令第677号で日本の行政権が正式に停止されると、ソヴィエト連邦は幌筵島を含む千島列島全体の領有を宣言し、1947年にはサハリン州の一部とした。ロシアは柏原をセベロクリリスクと改名し、引き続き幌筵島の中心地とした。1991年にソ連は崩壊し、幌筵島はロシア連邦の支配に移った。現在のセベロクリリスクにはサハリン州の北クリル管区の行政府が置かれ、2002年の人口は2592人となっている。
日本は1951年に調印したサンフランシスコ平和条約でパラムシル島を含む千島列島の領有権を放棄したが、この条約では幌筵島の帰属国が定められておらず、その後にソ連との平和条約が結ばれなかったため、日本政府の公式見解は幌筵島は帰属未定地としている。

## 参考資料
- マルハニチロ水産 サーモンミュージアム＞サケの漁業＞近代現代のサケ漁＞北千島漁業